# Шведські прізвища
Шведські прізвища
Прізвища у Швеції почали виникати до XV століття серед вищої верстви суспільства (швед. Frälse), тобто серед священиків і дворян. Імена їх писали, як правило, шведською, латиною, німецькою або грецькою.
Прийняття латинської назви було вперше використано католицьким духовенством у XV столітті. До даного шведського ім'я додавали «пан» (сер), як напр. «пан Ларс», «пан Улоф», «пан Ганс». Далі латинізована форма по-батькові, наприклад «пан Ларс Петерсон», латинізовані від «Лаврентій Петрі». Початок формування прізвищ припав на часи Реформації, коли стала загальною практики іменування для духовенства. Наприклад, назва шведської сім'ї «Benzelius» була отримана від топоніму «Bentseby», де «Bentse» — це село в Лулео; батьківщини «Ericus Henrici Benzelius Bothniensis», який був тим, хто першим прийняв прізвище у Швеції. Прізвище «Retzius» віникло від назви озера «Ressen» тощо. Пізніше купці та інші соціальні групи, відмовилися від раніше використовуваних прізвищ (напр. утворені прізвища від по-батькові), і приймали прізвища з латини, що викликало образ старого родоводу в сім'ї. Що не є дивним, адже подібна практика була і в історії України: ополячення, румунізація, зросійщення тощо.
Інший приклад — використання відповідно грецької мови з тією ж метою, із закінченням на «андер», напр. «Micrander», «Mennander». Використання прізвищ раніше було досить рідким явищем. Адже зустрічається таке явище частіше в XVII-XVIII столітті серед дворянства і освіченого класу. Крім того, концепція успадкування прізвищ була обмежена декількома родинами вищої версти суспільства. Це був період формування безлічі прізвищ на шведській мові для дворянства, коли були утворені і прізвища, що буквально значать в перекладі «Орел», «Честь», «Срібло», «Золотий» тощо. Різниця Швеції з Англією була в тому, що формування нових прізвищ родини відбувалося з усуненням старих прізвищ (родових). Припинена практика і облагороджування старих шведських прізвищ в 1632 р. (напр. з «Peder Joenson» у «Peder Gyllensvärd»). Додавали до старої назви нову, напр. у 1772 р. в родині Ланг брати Юган Генріх «Lang» і Ларс Адам «Lang», які пізніше прийняли прізвище «Langenskjöld».
Згідно з «Актом регулювання прізвищ» (швед. släktnamnsförordningen) 1901 р. у Швеції ім'я по-батькові було найбільш широко використовуване замість прізвища. Новий Закон вимагав мати прізвище. Аналогічна практика була і у слов'янських народів (закінчення на -вич тощо), що не є дивним у культурі шведів.
Перелік 20 найпопулярніших шведських прізвищ (станом на 31 грудня 2008 року).
| Швеція       | Швеція       | Швеція     | Швеція |
| дані 2008 р. | дані 2008 р. | Прізвище   |        |
| Порядок      | Кількість    | Прізвище   |        |
| ------------ | ------------ | ---------- | ------ |
| 1            | 255205       | Юганссон   |        |
| 2            | 254909       | Андерссон  |        |
| 3            | 226049       | Карлссон   |        |
| 4            | 173483       | Нільссон   |        |
| 5            | 148969       | Ерікссон   |        |
| 6            | 126061       | Ларссон    |        |
| 7            | 115828       | Ульссон    |        |
| 8            | 109320       | Перссон    |        |
| 9            | 103208       | Свенссон   |        |
| 10           | 98592        | Густафссон |        |
| 11           | 97232        | Петтерссон |        |
| 12           | 74630        | Юнссон     |        |
| 13           | 50800        | Янссон     |        |
| 14           | 44389        | Ганссон    |        |
| 15           | 34682        | Бенгтссон  |        |
| 16           | 32775        | Йонссон    |        |
| 17           | 27542        | Ліндберг   |        |
| 18           | 26896        | Якобссон   |        |
| 19           | 26705        | Магнуссон  |        |
| 20           | 26611        | Улофссон   |        |